# Callocleonymus
Callocleonymus is een geslacht van vliesvleugeligen uit de familie Pteromalidae. De wetenschappelijke naam van dit geslacht is voor het eerst geldig gepubliceerd in 1940 door Masi.

## Soorten
Het geslacht Callocleonymus omvat de volgende soorten:
- Callocleonymus beijingensis Yang, 1996
- Callocleonymus bimaculae Yang, 1996
- Callocleonymus chuxiongensis Yang, 1996
- Callocleonymus ferrierei Kerrich, 1957
- Callocleonymus ianthinus Yang, 1996
- Callocleonymus pulcher Masi, 1940
- Callocleonymus swezeyi (Yoshimoto & Ishii, 1965)
- Callocleonymus xinjiangensis Yang, 1996